# Miles in the Sky
Miles in the Sky ist ein Studioalbum des amerikanischen Trompeters und Komponisten Miles Davis. Es wurde am 22. Juli 1968 von Columbia Records veröffentlicht.

## Hintergrund
Miles in the Sky wurde von Teo Macero produziert und im Columbia Studio B in New York City am 16. Januar und vom 15. bis 17. Mai 1968 aufgenommen. Auf diesem Album spielte Davis mit dem Tenorsaxophonisten Wayne Shorter, dem Pianisten Herbie Hancock, dem Schlagzeuger Tony Williams und dem Bassisten Ron Carter. Der Gitarrist George Benson hatte einen Gastauftritt in dem Song Paraphernalia. Der Albumtitel war eine Anspielung auf den Beatles-Song Lucy in the Sky with Diamonds von 1967.

## Komposition
Für Miles in the Sky strebten Davis und sein Quintett noch weiter weg vom konventionellen Jazz hin zu Fusion. Die Kompositionen des Albums sind ausgedehnt und groove-orientiert und haben hauptsächlich Rock-Rhythmen im ⁴/₄-Takt, welche von Hancocks elektrischem Piano ausgeschmückt werden. Nach C. Michael Baileys All About Jazz ist Miles in the Sky eines von sechs Alben Davis’ zwischen 1965 und 1968, welche das nur schlecht definierte Jazz-Subgenre Post-Bop einführten.

## Kritische Rezeption
In einer zeitgenössischen Rezension bezeichnete das Magazin Down Beat Miles in the Sky als eines der besten Alben von Davis und seinem zweiten Quintett, weil es zeige, wie er von Ornette Coleman und John Coltrane beeinflusst wurde: „Auch wenn Miles es leugnet, [Miles in the Sky] zeigt die Folgen der Coltrane-Coleman-Revolution, denn ihr Angriff auf den populären Song hat Miles den einzigen Weg entlangetrieben, der ihm offen zu sein scheint, eine zunehmend ironische Loslösung von Empfindung und Schönheit.“
In einer rückblickenden Rezension für Allmusic fand Stephen Thomas Erlewine es weniger abenteuerlustig als Nefertiti (1968): „In vielen Aspekten faszinierende, erfolgreiche Jams, aber … es ist weniger visionär als sein Vorgänger und fühlt sich wie ein Übergangsalbum an – und wie viele Übergangsalben ist es zu gleichen Teilen faszinierend und frustrierend.“ Hernan M. Campbell von Sputnikmusic war enthusiastischer und lobte das durchgehende musikalische Können, besonders das von Williams, dessen Spiel er überwältigend („mind-blowing“) fand. Campbell meinte, dass Miles in the Sky nicht übersehen werden sollte, da es den Beginn von Davis’ elektrischer Periode markierte und eines der prägenden Jazz-Fusion-Alben war.

## Titel des Albums
- Original LP

1. Stuff (Miles Davis) 17:00
2. Paraphernalia (Wayne Shorter) 12:38
3. Black Comedy (Tony Williams) 7:26
4. Country Son (Miles Davis) 13:52

- 1998 Reissue Bonus Tracks

1. Black Comedy [Alternative Take] (Tony Williams) 6:26
2. Country Son [Alternative Take] (Miles Davis) 14:38

## Besetzung
- Miles Davis – Trompete, Kornett auf "Stuff" und "Country Son"
- Wayne Shorter – Tenorsaxophon
- Herbie Hancock – Klavier, E-Piano auf "Stuff"
- Ron Carter – Kontrabass, E-Bass auf "Stuff"
- Tony Williams – Schlagzeug
- George Benson – E-Gitarre auf "Paraphernalia"